# Arge ciliaris
Arge ciliaris ist eine Pflanzenwespe aus der Familie der Bürstenhornblattwespen. Sie ist in Europa verbreitet und eine von 18 Arten der Gattung in Deutschland.

## Merkmale
Die Art ist schwarz gefärbt mit einem metallischen Glanz an Thorax und Abdomen. Im Gesichtsbereich finden sich silberweiße Härchen. Die Flügel sind durchsichtig.
Die gesellig fressenden Larven zeigen bei Berührung eine sichelförmige Schreckstellung. Wichtig für die Bestimmung ist die Futterpflanze Mädesüß.

## Verbreitung
Die Art ist in Europa verbreitet, vorwiegend in Mittel- und Nordeuropa. Nachweise stammen vor allem aus den südlichen und zentralen Teilen von Norwegen, Schweden und Finnland, Großbritannien, Irland, Frankreich, Belgien, den Niederlanden, Deutschland, der Schweiz, Österreich und vereinzelter aus verschiedenen Ländern in Osteuropa, östlich bis nach Russland. Der Südrand des Verbreitungsgebietes verläuft dabei über Südfrankreich, Norditalien, Kroatien und Bulgarien.

## Lebensweise
Die bivoltine Art ist auf Echtes Mädesüß spezialisiert und lebt häufig an Auwaldrändern und sonnigen Waldbächen. Erwachsene Tiere fliegen von April bis September häufig Bärenklau an.
Die im April schlüpfenden Weibchen sägen Taschen in Blätter und legen ihre Eier hinein. Die Larven fressen ab Mai meist gesellig an Blatträndern und reagieren auf Störung mit einer die ganze Kolonie erfassenden Schreckstellung.

## Taxonomie
Das Basionym der Art lautet Tenthredo ciliaris, der heute gültige Name Arge ciliaris. In der Literatur finden sich folgende Synonyme: Hylotoma corusca Zaddach, 1859 (auch mit der Falschschreibung corrusca), Arge corusca (Zaddach, 1859), Hylotoma coerulea Klug, 1814.